# Caràngid irisat
El caràngid irisat (Elagatis bipinnulata) és un peix teleosti de la família dels caràngids i de l'ordre dels perciformes que es troba a les costes de l'Atlàntic occidental (des de Massachusetts i el nord del Golf de Mèxic fins a Rio de Janeiro -Brasil-), de l'Atlàntic oriental (des de Costa d'Ivori fins a Angola), a la Mediterrània, al Pacífic oriental (des del Golf de Califòrnia fins a l'Equador, incloent-hi les Illes Galàpagos) i a l'oceà Índic (llevat del Golf Pèrsic).
És l'única espècie del gènere Elagatis.
Pot arribar als 180 cm de llargària total i als 46 kg de pes.